# Chrysotus madagascariensis
Chrysotus madagascariensis är en tvåvingeart som beskrevs av Dyte och Smith 1980. Chrysotus madagascariensis ingår i släktet Chrysotus och familjen styltflugor.
Artens utbredningsområde är Madagaskar. Inga underarter finns listade i Catalogue of Life.